# 항마전: 황금룡의 부활
《항마전: 황금룡의 부활》(중국어: 降魔传)은 2017년에 개봉한 중국의 영화이다.

## 캐스팅
주연
- 정카이 : 불통 역
- 장위치 : 청청 역

조연
- 셰이린 : 로키 역
- 마오쥔제 : 슬슬 역
- 왕쭈란 : 왕대호 역
- 뤄자잉 : 모용정영 역